# Alisma lanceolatum
Alisma lanceolatum With. es una especie de plantas de la familia Alismataceae.

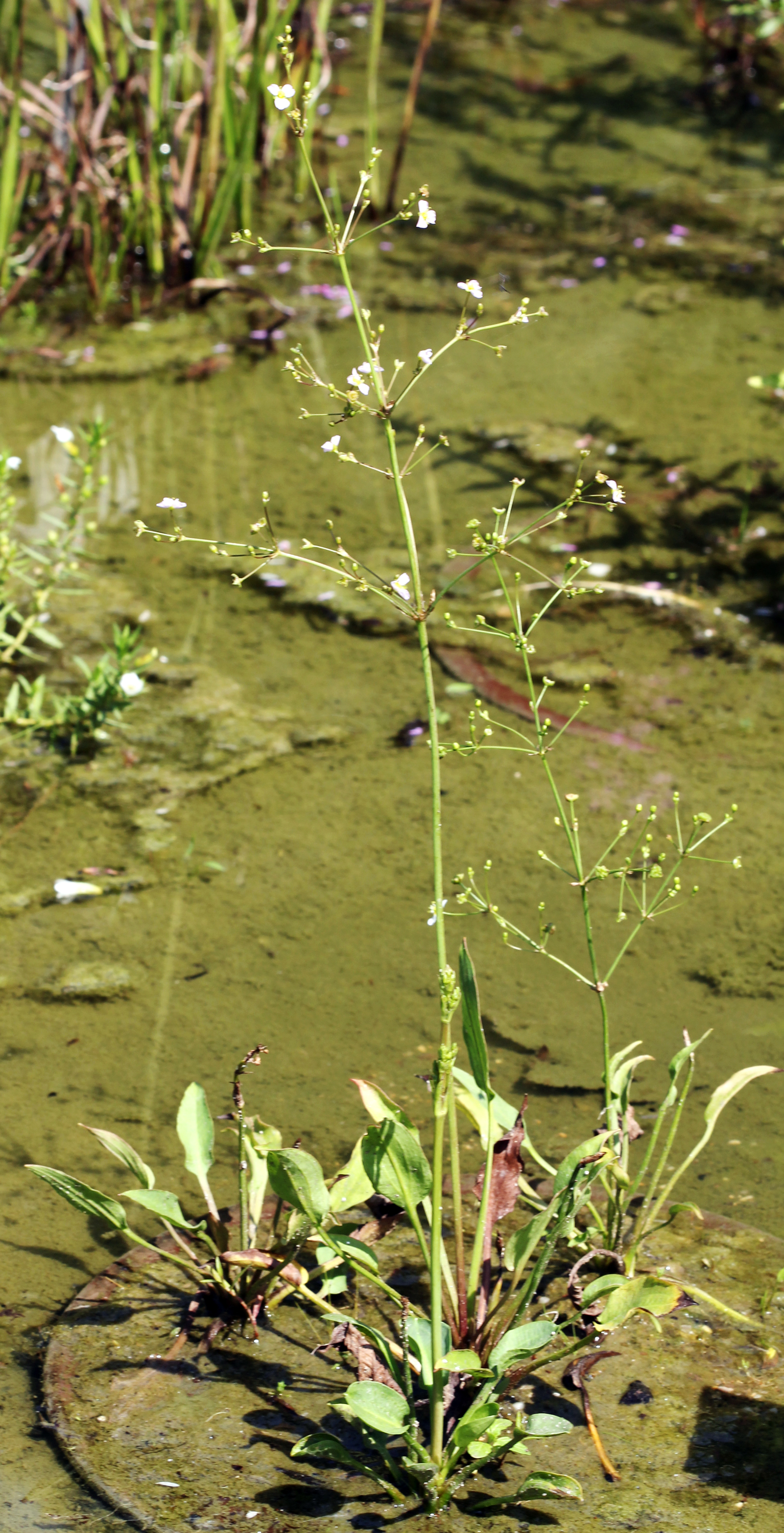
Alisma lanceolatum, Botanical gadren UK, Prague

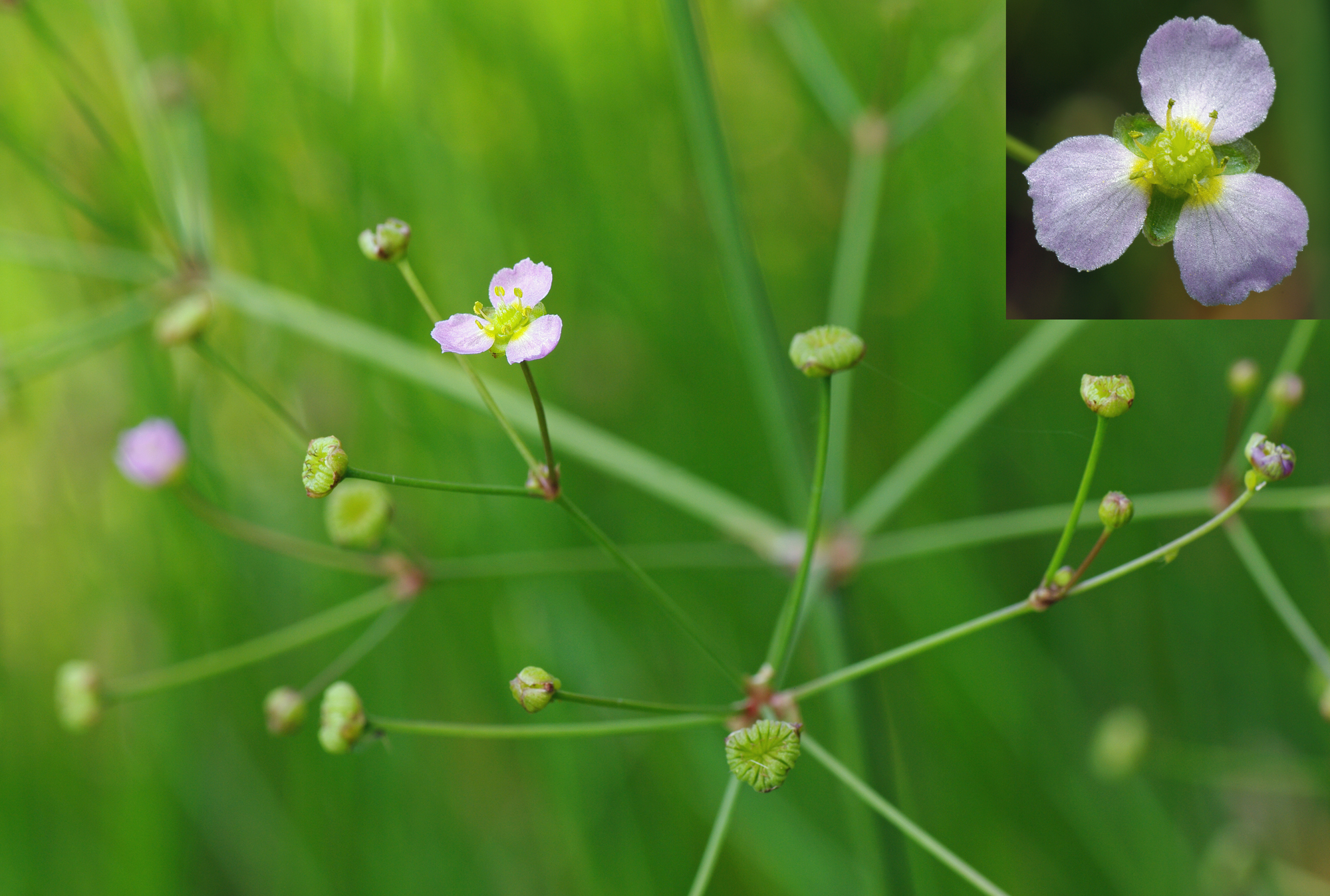
Vista de la flor

## Descripción
Es una planta que difiere de Alisma plantago-aquatica en tener hojas lanceoladas a elípticas estrechándose hacia el peciolo. Las flores son de color morado-rosáceas con 6-8 mm de diámetro; pétalos internos agudos. Carpelos con pico corto que sale de cerca del ápice ( pico largo que sale de cerca del centro en Alisma plantago-aquatica). Florece en verano.
Hábitat
Habita en ríos de aguas lentas, estanques, acequias y aguas someras.
Distribución
Es nativa de Eurasia y norte de África. 

## Taxonomía
Alisma lanceolatum fue descrita por  William Withering, y publicado en An Arrangement of British Plants, Third Edition 2: 362. 1796.
Etimología
Alisma: nombre genérico que ya se utilizaba en la antigua Grecia y Linneo lo tomó de ´Dioscórides.
lanceolatum: epíteto latino que significa "con forma de lanza".
Sinonimia
- Alisma plantago-aquatica forma aquaticum Glück
- Alisma plantago-aquatica var. lanceolatum (With.) Lej.
- Alisma plantago-aquatica f. stenophyllum (Asch. & Graebn.) Buchenau
- Alisma plantago-aquatica var. stenophyllum Asch. & Graebn.
- Alisma plantago-aquatica f. terrestris Glück (
- Alisma stenophyllum Sam.[4]

Nombre común
- Castellano: alisma, llantén de agua.[5]